# 石之玫
石之玫（？—？），甘泉人，清朝政治人物。同进士出身。
順治十五年（1658年）戊戌科進士。康熙三十一年接替王原直任福州府知府一职，康熙三十三年由王纪接任。